# Myresjöhus
Myresjöhus er en svensk virksomhed kendt for sin fremstilling af typehuse, både enfamiliehuse og sommerhuse. Fabrikken ligger i Myresjö i Vetlanda kommun. Myresjöhus indgår i huskoncernen BWG Homes AB sammen med Smålandsvillan AB. Myresjöhus er Sveriges ældste husproducent, idet firmaet blev stiftet 1927.
I 1964 henvendte det svenske typehusfirma sig til Poul Henningsen med ønsket om, at han måtte tegne et sommerhus på maksimalt 50 m2, der kunne masseproduceres. Han tog opgaven på sig på den betingelse, at han selv måtte få et hus gratis, hvilket også skete. Det blev opført på Gammel Skagen samme år.
"Arbejdet tog 24 døgn, fra Pouls tegninger var færdige, til sengene var redt. Prisen med helårsisolering, elvarme og alt udstyr var beskedne 28.700 kr. Det morede Poul at prøve, 'hvor afvekslende en melodi, der kan spilles på så få tangenter'. Med sin teltform, sit grå eternit og træværket bejdset med solignum i drivtømmer-toner kunne lillehuset minde om gamle sømærker på toppen af Sandklitterne. Skagenelskere med stråtag og gulkalk i hjerterne døbte det straks 'Forargelsens Hus', og lokummet var rigtig nok fritstående, fordi kommunen ikke tillod træk og slip."
Uvist hvorfor blev det seriefremstillede og billige sommerhus ikke en succes; på trods af positiv omtale i Bo Bedre. Der blev kun opført tre huse – PHs eget i Skagen, et i Vejby Strand og et i Jylland.